# Sistema Interestatal d'Autopistes dels Estats Units

Autopistes interestatals en els 48 estats veïns.

El Sistema Nacional d'Autopistes Interestatal i de Defensa Dwight D. Eisenhower, anomenada de manera comuna, Interstate Highway System (Xarxa d'Autopistes Interestatals dels Estats Units) és una xarxa d'autopistes lliures (també anomenades expressways) dels Estats Units. Aquesta xarxa és part d'un altre sistema més gran anomenat National Highway System. La totalitat de Sistema d'Autopistes Interestatals tenia, el 2004, una longitud total de 75.376 km.
Tot i que les autopistes interestatals normalment reben molts fons federals i estan realitzades segons els seus paràmetres, la propietat, construcció i explotació la realitzen els estats on es localitzen. L'única excepció és l'estatal Woodrow Wilson Bridge, situat al cinturó perifèric de Washington D.C.

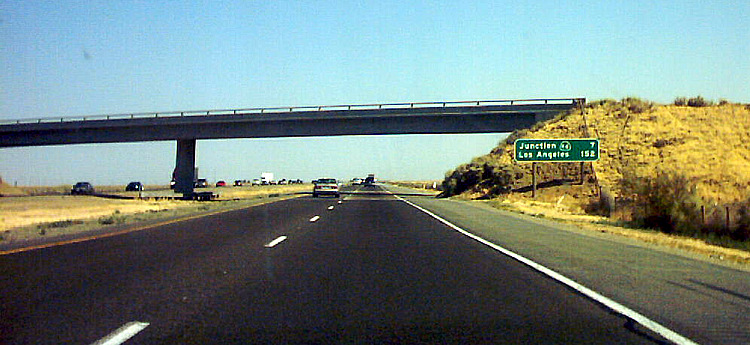
Un tram rural de la Interestatal 5 a Califòrnia, amb dos carrils per a cada sentit.

El sistema dona servei a totes les grans ciutats dels Estats Units. A diferència de les infraestructures homòlogues a la majoria dels estats industrialitzats, moltes interestatals passen per l'interior de les zones metropolitanes. Això ha ajudat a facilitar, durant la postguerra, un model de desenvolupament amb preeminència del transport suburbà per carretera, un fenomen que també s'anomena urban sprawl (expansió descontrolada de la ciutat).
El sistema té un paper destacat a la vida diària dels Estats Units. Virtualment, la distribució de tots els béns i serveis es realitza per les autopistes interestatals. Els residents de les ciutats utilitzen aquestes autopistes per a anar als seus llocs de treball. La gran majoria dels viatges de llarga distància, ja siguin de vacances o de treball, utilitzen la xarxa de carreteres nacionals, d'aquests viatges, aproximadament un terç (del nombre total de milles recorregudes al país el 2003) utilitzen el Sistema d'Autopistes Interestatals.

## Història

Senyal commemoratiu presentat el 1993. Com que el Sistema fou establert durant la presidència de Dwight D. Eisenhower, rep el seu nom, i les cinc estrelles representen el seu grau com a general de la Segona Guerra Mundia..

La construcció del Sistema Interestatal d'Autopistes fou autoritzada per la Llei d'Ajuda Federal d'Autopistes del 1956, popularment coneguda com la Llei d'Autopistes Interestatals i de Defensa de 1956.
Fou una petició dels majors constructors d'automòbils dels Estats Units i fou promoguda pel president Dwight D. Eisenhower (influït per les seves experiències com a jove soldat al creuar, el 1919, seguint la ruta de la Carretera Lincoln i coneixent la xarxa d'autopistes alemanyes, que va veure a la xarxa d'autopistes com un component del sistema de defensa nacional. Aquesta xarxa havia de fer possible un millor desplaçament per terra de tropes i subministraments militars.
El disseny d'un nou sistema de noves super-autopistes començà a finals dels anys trenta del segle xx, fins i tot abans que un comitè federal es constituís per a construir el Sistema d'Autopistes Interestatals als anys 1950. Als anys 20 del segle xx, carreteres com les de la zona de Nova York van ser construïdes com a part dels sistemes locals o estatals. Com que s'anava incrementant el trànsit de cotxes, es va veure la necessitat d'un sistema nacional interconnectat que complementés al que ja existia: la Xarxa de Carreteres Federals dels Estats Units. La publicació dels mapes de la Localització del Sistema d'Autopistes Interestatals es coneix informalment com el "Llibre Groc" (Yellow Book).
Tot i que la construcció de la Xarxa d'Autopistes Interestatals continua, oficialment fou declarada acabada el 1991 (encara que 1,5 milles originalment planejades encara no estaven construïdes el 2005. El cost inicial estimat per a la Xarxa fou de 25 milions de dòlars en 12 anys; el cost final fou de 114 milions de dòlars i va costar 35 anys acabar-ho.
La col·locació de l'últim senyal de tràfic a la Interestatal 90, a Wallace, Idaho el 15 de setembre del 1991 es considera com la finalització del Sistema d'Autopistes Interestatals que estava planejat. Tot i això, a causa de la cancel·lació de la Interestatal 95 a Nova Jersey, la I-95 no ha estat completada a Pennsilvània i Nova Jersey, la futura carretera Turnpike-Interestatal 95 completarà la ruta. La majoria de les carreteres han seguit els plans programats el 1947, tot i que algunes no tenen calçades separades per a cadascun dels sentits, tot i que es consideren acabades.
Missouri i Kansas han proclamat que la Interestatal 70 (I-70) en aquests estats fou la primera autopista interestatal (Missouri diu també que la I-44) és una de les primeres). Els tres primers contractes de construcció del programa d'autopistes interestatals foren firmats a Missouri el 2 d'agost del 1956. Kansas reclama que fou la primera a començar les obres de pavimentació després de la firma de la Llei i que un tram de la I-70 d'aquest estat fou el primer a acabar-se completament. Tot i això, la planificació i construcció d'aquestes autopistes ja estaven en curs abans de la promulgació de la Llei. L'autopista Pennsylvania Turnpike, que va entrar en servei l'1 d'octubre del 1940, és la primera autopista amb limitació total d'accessos i amb les calçades separades dels Estats Units.

## Paràmetres de disseny
L'Associació Estatunidenca d'Administracions de Carreteres Estatals i Transports (AASHTO) ha definit una sèrie de paràmetres que totes les noves autopistes interestatals han de complir, a menys que se n'indiquin de diferents per l'Administració Federal d'Autopistes (FHWA). Aquests paràmetres s'han tornat estrictes al llarg dels anys. Un dels principals paràmetres de disseny és el control total dels accessos a les autopistes.

### Límits de velocitat
Les Autopistes Interestatals solen tenir els límits de velocitat més alts en qualsevol zona determinada. Els límits de velocitat són determinats per cadascun dels estats. En trams interurbans, aquests varien normalment entre 65 i 80 milles per hora (100 i 130 km/h). En els estats més poblats del nord-est i de l'oest, els límits de velocitat solen ser més baixos. Els límits de velocitat de les Interestatals en les zones urbanes varien entre 50 i 65 mph (80 i 100 km/h) al llarg del país.

### Disseny amb doble objectiu
A més de ser dissenyades per a suportar el tràfic d'automòbils els vehicles pesats, les autopistes interestatals també ho han estat per a l'ús en les operacions militars i de defensa civil dins dels Estats Units, sobretot per al moviment de tropes.
Un ús potencial en defensa civil, de la Xarxa d'Autopistes Interestatals, és l'evacuació de les ciutats en cas d'una eventual guerra nuclear. La Xarxa d'Autopistes Interestatals ha estat utilitzada per a facilitar les evacuacions ocasionades pels huracans tropicals i altres desastres naturals. Una opció per a maximitzar la capacitat d'evacuació és revertir el sentit del flux del trànsit en un o més carrils de la calçada de sortida. Aquest procediment, conegut com a carrils reversibles, fou utilitzat el 2004 a l'evacuació de badia de Tampa (Florida) quan hi va haver l'huracà Charley i el 2005 durant les evacuacions de Nova Orleans (Louisiana) i Houston (Texas) abans de l'huracà Katrina i l'huracà Rita, respectivament.

## Terminologia
Tot i que el nom sembla implicar que les Autopistes Interestatals tenen recorregut per més d'un estat, n'hi ha moltes que no ho fan. Hi ha Autopistes Interestatals a Hawaii, finançades de la mateixa manera que a altres estats, però que només passa per la poblada illa d'Oahu. Tenen la denominació de H-X i connecten bases militars. De manera anàloga, Alaska i Puerto Rico tenen Autopistes que reben finançament del programa d'Autopistes Interestatals, tot i que aquestes rutes encara no s'han realitzat i només estan planejades.

### Rutes primàries

Les Autopistes Interestatals es denominen, de manera comuna, com Interestatal XX o I-XX, on XX és el número de dos dígits de la ruta. A vegades es diu Interstate Highway XX (IH XX) o Interstate Route XX (IR XX). En algunes zones també es fa servir el nom més genèric Route XX o Highway XX.
La nomenclatura de la Xarxa d'Autopistes Interestatals (així com en la Xarxa de Carreteres dels Estats Units) és gestionada per l'Associació Estatunidenca d'Administracions de Carreteres Estatals i Transports (AASHTO). Dins dels Estats Units continentals, les Autopistes Interestatals Primàries (també anomenats itineraris prioritaris o Autopistes Interestatals de dos dígits) són definides per números d'un o dos dígits. La majoria de les Interestatals tenen dos dígits; només n'hi ha tres amb un sol dígit: la Interstate 4, la I-5 i la I-8. Dins d'aquesta categoria, les d'orientació est-oest tenen números parells i la de nord-sud, senars. La numeració senar s'incrementa d'oest a est i la numeració parell de sud a nord. Una excepció a aquesta regla és la I-75, que està a l'est de la I-85, al sud d'Atlanta (Geòrgia) (això no passa al nord d'Atlanta). Les carreteres amb números divisibles per 5 es consideren les Interestatals Primàries i suporten tràfic de llarga distància. Per exemple, la I-5 va del Canadà a Mèxic al llarg de la costa oest (és l'única interestatal que ho fa), mentre que la I-95 va de Miami (Florida) al Canadà. A més, la I-10 va de Santa Monica (Califòrnia) a Jacksonville (Florida), mentre que al I-90 va de Seattle (Washington) a Boston (Massachusetts). Tot i això, no totes les Interestatals Primàries amb número divisible per cinc són de llarg recorregut. La I-45 va de Galveston) fins al nord de Dallas (Texas). És l'única Interestatal Primària amb un número divisible per 5 que no creua fronteres interestatals.

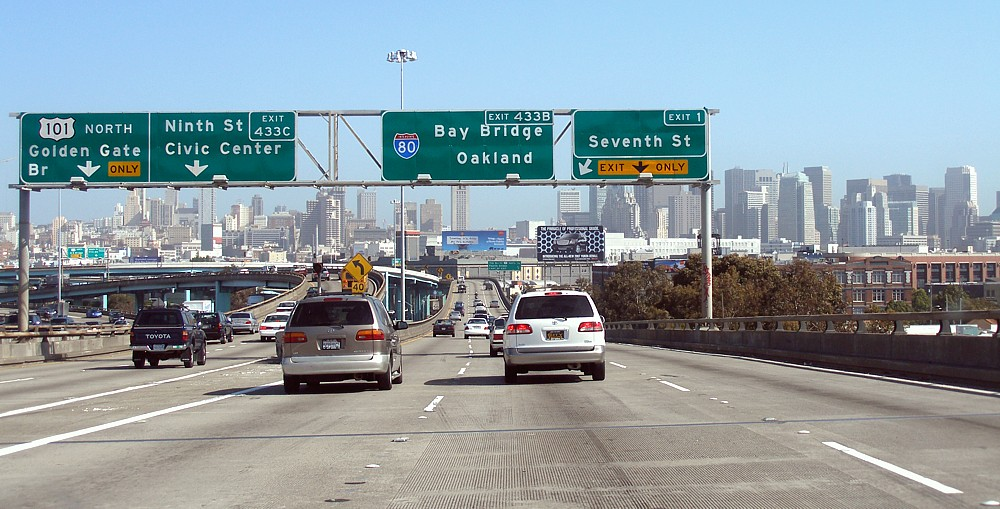
Connexió de la I-80 amb la US 101 a San Francisco (Califòrnia). Aquí comença o s'acaba la I-80, segons el sentit del viatge.

Cal destacar que la I-50 i la I-60 no existeixen (i que no hi ha Interestatals amb números parells entre el 46 i el 62), sobretot perquè en els mateixos estats pels que haurien de passar ja existeixen la US 50 i la US 60. La AASHTO té establert evitar que les Interestatals i les US Highways tinguin el mateix número en el mateix estat (tot i que hi ha alguna excepció com la I-24 i la US 24, que s'acaben les dues a Illinois). Altres interestatals no segueixen aquesta norma (la I-24, la I-69, la I-74 i la I-41.
Diverses autopistes amb numeració de dos dígits estan formades per dos trams separats sense continuïtat: la I-76, la I-84, la I-86 i la I-88. Alguna d'aquestes autopistes són el resultat del canvi del sistema de numeració als anys 1970; abans es feia servir una lletra com a sufix per als ramals de les rutes primàries; per exemple, la part oest de la I-84 era la I-80N. Als anys 1970, l'AASHTO va decidir eliminar aquests sufixos; alguns d'aquests trams es van convertir en noves autopistes de dos dígits, mentre que altres es van convertir en autopistes de tres dígits. Actualment només romanen dos parells d'autopistes amb numeració amb sufix: la I-35 (s'escindí en I-35W i I-35E, a les zones de Dallas-Fort Worth i Minneapolis-St. Paul respectivament.
Per aconseguir una major eficiència, algunes interestatals tenen recorreguts concurrents en curts trams, tot i que a vegades ho fan en distàncies llargues. Un exemple d'això són la I-75 i la I-85 que conflueixen a la zona metropolitana d'Atlanta (Geòrgia) per a formar l'artèria principal que travessa la ciutat (Downtown Connector). Un altre exemple és la convergència i la divergència de les Interestatals I-90 i I-94 que s'ajunten diverses vegades en el seu recorregut al llarg del mig-oest septentrional i les grans planes.

### Interestatals de tres dígits

Cartell de la I-205

Les Autopistes Interestatals Auxiliars tenen tres dígits a la seva numeració: s'hi ha afegit un número davant dels dos dígits de la Interestatal Primària per a designar ramals o bucles. Un ramal és una autopista que es desvia de la principal i no acaba en una altra interestatal i té un número imparell al principi de la seva numeració. Un bucle és una autopista que retorna a la principal i té un nombre parell com a primer dígit. Altres autopistes auxiliars uneixen dues autopistes primàries. Degut al gran nombre d'aquestes interestatals auxiliars, la numeració pot ser repetida en els diversos estats pels que passa la Interestatal Primària, però mai tenen el mateix número dins el mateix estat.
Les rondes a les grans ciutats a vegades retenen la denominació a tota la ruta, fins i tot quan discorren per altres estats. Per exemple, la ronda de Cincinnati (Ohio) es diu I-275 i creua les autopistes primàries I-71, I-74 i I-75 i passa per tres estats diferents, conservant el mateix nom a tots ells.

### Excepcions
La I-238, a prop d'Oakland (Califòrnia) és una de les dues grans excepcions de la numeració de les Autopistes Interestatals, ja que no existeix la I-38. L'altra és la I-99, a Pennsilvània, l'origen de la qual és una llei especial, està a l'oest de diverses autopistes interestatals amb una numeració menor que 99, però aquest número era la numeració imparella de dos dígits més propera disponible per a aquesta interestatal.
Una excepció menys important és la I-82, que passa en tot el seu recorregut al nord de la I-84.
Algunes noves Autopistes Interestatals proposades han seguit tenint similars denominacions que no segueixen les regles degut als polítics que les presentaven.

## Finançament
Al voltant del 56% de les despeses de construcció i manteniment són finançats a través d'impostos dels usuaris, sobretot els impostos sobre la gasolina, recaptats pels estats i el Govern Federal i els peatges en autopistes i ponts. La resta de les despeses van a càrrec del Pressupost Federal. A la zona oriental dels Estats Units, grans trams de les Autopistes Interestatals projectades o construïdes abans del 1956 funcionen com a autopistes de peatge. Els impostos dedicats a la construcció i manteniment de les Interestatals són sovint criticats per a ser un subsidi directe del govern per a promoure i mantenir el desenvolupament tal com el coneixement en l'actualitat.
Com que els suburbis de les ciutats s'expandeixen vers l'exterior, les despeses de manteniment de la infraestructura han començat a gestionar-se amb economia, deixant poc finançament per a la construcció de noves Autopistes Interestatals. Això ha portat a la proliferació de les autopistes de peatge (turnpike) com el nou mètode de construcció d'autopistes d'accés limitat a les zones sub-urbanes. A més, algunes Autopistes Interestatals es mantenen i gestionen de manera privada en l'actualitat (ex. la I-35, a Texas) per a reduir l'augment de les despeses de manteniment i permetre que els Departaments Estatals de Transport se centrin a servir a les regions de més ràpid creixement en els seus respectius estats. El futur de la Xarxa d'Autopistes Interestatals, tal com el coneixem està en revisió. És molt possible que part de la Xarxa hagi de ser de peatge al futur per a atendre els costos de manteniment i l'expansió de la demanda, com es fa en algunes ciutats com San Diego (Califòrnia), Minneapolis (Minnesota), Houston (Texas), Dallas (Texas), Atlanta (Geòrgia) i Washington D.C.

## Estadístiques extremes

### Per volum de tràfic
- Amb l'índex de tràfic més alt: I-405 a Los Angeles (Califòrnia): 390.000 vehicles per dia (estimació de 2006).[8]
- Amb menys trànsit: I-95, al nord de Houlton (Maine), fins a la frontera amb Canadà: 1800 vehicles per dia (estimació del 2001).[9]

### Segons la direcció
- Més al nord (senyalada): I-5, I-15 i I-29 a 40°N, a la frontera amb el Canadà, als estats de Washington, Montana i Dakota del Nord respectivament.
- Més al nord (no assenyalades): A-2 i A-4 Interstate Highways a Alaska, però encara no són assenyalades com Interestatals ni construïdes segons els estàndards oficials.
- Més al nord (ruta est-oest): I-90, a 47.7°N, a prop de Post Falls (Idaho).
- Més al sud: 21.3°N: Intestate H-1, a Hawaii.
- Més al sud (en estats continus):25.8°N: I-95, al sud de Miami (Florida).
- Més a l'est: 67.9ºO: I-95, al nord de Houlton (Maine), a la frontera amb Canadà.
- Més a l'oest: 158.06O: Interstate H-1, a Hawaii.
- Més a l'oest (en estats continus): 123.23O: I-5, a prop de Wolf Creek (Oregon).

## Segons l'altura sobre el nivell del mar
- Més alt: 3.401 metres sobre el nivell del mar: I-70, al Tunel Eisenhower, a la Divisòria continental nord-americana a les muntanyes Rocoses, a Colorado.[10]
- Més baix (a la terra): 16 metres sota el nivell del mar: I-8 al New River, a prop de Seeley (Califòrnia).[10]
- Més baix (sota l'aigua): 33 metres sota el nivell del mar al Tunel de Fort McHenry, a Baltimore (Maryland).

## Segons la llargada
- Més llarga: 4.861 km, I-90. Des de Seattle a Boston.[11][12]
- Més llarga (nord-sud): 3.090 km. I-95. De la frontera amb Canadà fins a Miami (sense comptar el tram que manca per a construir a Nova Jersey i que està previst que s'acabi el 2017).[11]
- Més curta (sense senyalitzar): 1,1 km: I-878, una part de la ruta de l'estat de Nova York 878 a Queens, Nova York.
- Més curta: 1,71 km: I-375, a Detroit (Michigan).

### Per estats i ciutats
- Més estats servits per una Interestatal: 15 estats més Washington D.C.:I-95.[11]
- Estat que té més Interestatals: Nova York, 29 autopistes (2.695 km).[11]
- Estat amb més Interestatals primàries: 12, a Illinois i Pennsilvània.
- Més quilòmetres en un mateix estat: 5.204 km: a Texas, en 17 autopistes diferents.[11]
- Capitals estatals sense Interestatals: 5, Juneau (Alaska), Dover (Delaware), Jefferson City (Missouri), Carson City (Nevada) i Pierre (Dakota del Sud).[11][12]
- Ciutat més poblada sense cap Interestatal: Fresno (Califòrnia).